# Лінь Дань
Лінь Дань  (кит.: 林丹, 14 жовтня 1983) — китайський бадмінтоніст, олімпійський чемпіон.

## Виступи на Олімпіадах
| Олімпіада   | Дисципліна       | Місце |
| ----------- | ---------------- | ----- |
| Афіни 2004  | одиночний розряд | 17T   |
| Пекін 2008  | одиночний розряд | 1     |
| Лодонн 2012 | одиночний розряд | 1     |